# Wolves (album Rise Against)
Wolves – ósmy album studyjny amerykańskiego zespołu grającego melodyjny hardcore, Rise Against. Jest to pierwsza płyta tego zespołu wydana przez Virgin Records. Premiera albumu miała miejsce 9 czerwca 2017 roku.
| Nr  | Tytuł                                    | Tekst        | Muzyka       | Długość |
| --- | ---------------------------------------- | ------------ | ------------ | ------- |
| 1.  | Wolves                                   | Tim McIlrath | Rise Against | 3:37    |
| 2.  | House On Fire                            | Tim McIlrath | Rise Against | 3:14    |
| 3.  | The Violence                             | Tim McIlrath | Rise Against | 3:48    |
| 4.  | Welcome To The Breakdown                 | Tim McIlrath | Rise Against | 3:03    |
| 5.  | Far From Perfect                         | Tim McIlrath | Rise Against | 3:32    |
| 6.  | Bullshit                                 | Tim McIlrath | Rise Against | 4:12    |
| 7.  | Politics of Love                         | Tim McIlrath | Rise Against | 4:09    |
| 8.  | Parts Per Million                        | Tim McIlrath | Rise Against | 3:40    |
| 9.  | Mourning in Amerika                      | Tim McIlrath | Rise Against | 3:19    |
| 10. | How Many Walls                           | Tim McIlrath | Rise Against | 3:50    |
| 11. | Miracle                                  | Tim McIlrath | Rise Against | 3:40    |
| 12. | Megaphone (bonus track)                  | Tim McIlrath | Rise Against | 3:05    |
| 13. | Broadcast[Signal]Frequency (bonus track) | Tim McIlrath | Rise Against | 2:30    |